# Karwik (jezioro)
Karwik – jezioro w Polsce w województwie warmińsko-mazurskim, w powiecie mrągowskim, w gminie Mrągowo.

## Położenie
Jezioro leży na Pojezierzu Mazurskim, w mezoregionie Pojezierza Mrągowskiego. Na wschód od zbiornika wodnego położona jest miejscowość Kolonia Karwie. Jezioro ma połączenie z jeziorem Karw poprzez Nikutowską Strugę.
Karwik leży na terenie obwodu rybackiego jeziora Karwik w zlewni rzeki Łyna – nr 61.

## Morfometria
Według danych Instytutu Rybactwa Śródlądowego powierzchnia zwierciadła wody jeziora wynosi 5,2 ha.
Według map dostępnych na Geoportalu Głównego Urzędu Geodezji i Kartografii jezioro położone jest na wysokości 148,9 m n.p.m.